# میمون ناکالی
میمون ناکالی (نام علمی: Nakalipithecus nakayamai) نام یک گونه از تیره انسانیان است.